# Elisabeth Günther (Archäologin)
Elisabeth Marion Günther, geborene Löser (* 13. November 1988 in Ludwigshafen am Rhein) ist eine deutsche Klassische Archäologin.

## Leben und Leistungen
Elisabeth Günther war schon als Schülerin wissenschaftlich interessiert. Im Rahmen des Wettbewerbs Jugend forscht wies sie 2007 mit ihrer Mitstreiterin Marlene Findt in einem Modellversuch nach, dass die Tenside von aus dem Waschnussbaum gewonnenen Reinigungsmitteln, anders als in der Werbung suggeriert, weniger gut abgebaut werden als Tenside handelsüblicher Waschmittel. Damit gewann sie den ersten Platz des Landeswettbewerbes des Landes Rheinland-Pfalz im Bereich Geo- und Raumwissenschaften. Im März 2008 bestand sie am Gymnasium Weierhof ihr Abitur.
Noch im selben Monat begann Günther an der Universität Mainz mit dem Studium der Klassischen Archäologie im Hauptfach sowie der Klassischen Philologie und der Biologie im Nebenfach. 2012 war sie Mitorganisatorin der studentischen Ausstellung First Ladies – Rollenbilder römischer Kaiserfrauen der numismatischen Sammlung und der Abgusssammlung der Universität Mainz. Im März und April war Günther als Museumspraktikantin am Jordanischen Nationalmuseum (Jordan Museum) in Amman. 2013/14 arbeitete sie als Studentische Hilfskraft im von Johannes Deißler geleiteten Projekt Forschungen zur antiken Sklaverei der Akademie der Wissenschaften und der Literatur in Mainz sowie der Universität Trier. Im Oktober 2014 schloss sie ihr Studium mit dem Magister ab. Vom November 2014 bis März 2018 gehörte Günther als Promotionsstipendiatin dem Doktorandenprogramm ALT (Ancient Languages and Texts) der Berlin Graduate School for Ancient Studies (BerGSAS) im Rahmen des Exzellenzclusters „Topoi“ an. In dieser Zeit war sie zwischen Oktober 2016 und März 2017 als Gastdozentin im Bereich Klassische Archäologie am Institute for the History of Ancient Civilizations (IHAC) an der Northeast Normal University in Changchun beschäftigt und zwischen März und Mai für sechs Wochen als Stipendiation des DAAD für einen Studienaufenthalt am A. D. Trendall Research Centre an der La Trobe University in Melbourne und der Sydney University (CCANESA). Anfang November 2018 organisierte Günther gemeinsam mit ihrer Doktormutter Johanna Fabricius die interdisziplinäre, bildwissenschaftliche Tagung Mehrdeutigkeiten. Rahmentheorien und Affordanzkonzepte in der archäologischen Bildwissenschaft in Berlin.
Nach dem Ausscheiden bei Topoi vertrat Günther Thomas Lappi zwischen Februar und Oktober 2018 als Wissenschaftliche Mitarbeiterin am Institut für Klassische Archäologie der Freien Universität Berlin. Im Juli des Jahres wurde sie an der Freien Universität Berlin bei Johanna Fabricius und Detlev Kreikenbom mit einer Dissertation zum Thema Komische Bilder. Bezugsrahmen und narratives Potenzial unteritalischer Komödienvasen promoviert. Zwischen Oktober 2018 und 2019 vertrat Günther die Juniorprofessorin Corinna Reinhardt als Wissenschaftliche Mitarbeiterin am Institut für Klassische Archäologie der Universität Erlangen. Daran schloss sich bis Oktober 2020 das Reisestipendium des Deutschen Archäologischen Instituts an, mit dem sie den Mittelmeerraum bereisen konnte. Nach der Rückkehr wurde sie Wissenschaftliche Mitarbeiterin am Institut für Digital Humanities der Universität Göttingen und Mitarbeiterin im von Martin Langner geleiteten Projekt Egraphsen. Möglichkeiten und Perspektiven der digitalen Malerzuweisung bei attischen Vasen. Von Juli 2021 bis März 2023 war Günther Akademische Rätin auf Zeit an der Universität Trier. Hier organisierte sie gemeinsam mit Sascha Schmitz im Mai 2022 die Tagung Neues Sehen. Aktuelle Ansätze der Digitalen Archäologie in der Objekt- und Bildwissenschaft. Von Februar bis April 2022 weilte Günther als Provost’s Distinguished Fellow an der Fulbright University Vietnam in Ho-Chi-Minh-Stadt, wo sie ein Lehrprojekt zur Antikenrezeption in Vietnam organisierte. Mitte November 2022 organisierte sie die Sektion Graffiti on money. Cultural practices from ancient to modern times im Rahmen des XVI. International Numismatic Congress in Warschau. Im April 2023 wechselte Günther als Akademische Rätin an das Institut für Klassische Archäologie und Byzantinische Archäologie der Universität Heidelberg, wo sie unter anderem für die Institutsbibliothek zuständig ist.
Günthers Forschungsschwerpunkte liegen in der antiken Ikonographie sowie in der bildwissenschaftlich orientierten Archäologie. Hier interessieren sie vor allem Rezeptionsprozesse, Mehrdeutigkeiten sowie Frame- und Affordanz-Theorien. Weitere Schwerpunkte liegen bei der Erforschung der unteritalischen Vasenmalerei, der Bildsprache der antoninisch-severischen Kaiserzeit sowie in der Anwendung digitaler Analyseverfahren und Methoden auf archäologische Fragestellungen. 
Sie ist mit dem Althistoriker Sven Günther verheiratet, mit dem sie häufig auch gemeinsam forscht. Mitte Oktober 2020 organisierten beide gemeinsam die internationale, interdisziplinäre Onlinekonferenz Frames and Framing in Antiquity, die ein Jahr später fortgesetzt wurde.

## Publikationen
- Komische Bilder. Bezugsrahmen und narratives Potenzial unteritalischer Komödienvasen (= Philippika, Band 166). Harrassowitz, Wiesbaden 2022, ISBN 978-3-447-11904-7.

Herausgeberschaften
- mit Martina Sauer: Material image. Affordances as a new approach to visual culture studies (= Art style | art & culture international magazine, Nummer 7), Online-Publikation, 2020, Open Access.
- mit Johanna Fabricius: Mehrdeutigkeiten. Rahmentheorien und Affordanzkonzepte in der archäologischen Bildwissenschaft (= Philippika, Band 147). Harrassowitz, Wiesbaden 2022, ISBN 978-3-447-11567-4.
- mit Sven Günther: Frames and Framing in Antiquity I. Selected Papers from the First Frames and Framing Conference, 16–18 October 2020 (= Supplements of the Journal of Ancient Civilizations (JAC), Band 9). Changchun 2022.
- mit Sven Günther: Frames and Framing in Antiquity II. Selected Papers from the Second Frames and Framing Conference, 17–19 October 2021 (= Supplements of the Journal of Ancient Civilizations (JAC), Band 10). Changchun 2023.